# Gran Premio motociclistico dell'Emilia-Romagna
Il Gran Premio motociclistico dell'Emilia-Romagna è una delle prove del motomondiale.
Nel 2020, a causa della pandemia di COVID-19, la Federazione Internazionale di Motociclismo ha modificato il calendario originale previsto per la stagione 2020, cancellando alcuni GP, posticipandone altri e inserendone alcuni nuovi (come il Gran Premio di Andalusia con sede al circuito di Jerez il 26 luglio, il Gran Premio di Stiria con sede al circuito del Red Bull Ring il 23 agosto, il Gran Premio di Teruel con sede al circuito di Aragón il 25 ottobre e il Gran Premio d'Europa, che ritorna in calendario dopo venticinque anni, con sede al circuito di Valencia l'8 novembre). Nel novero di queste revisioni al calendario, viene introdotto un secondo GP corso sul Misano World Circuit Marco Simoncelli con denominazione di GP dell'Emilia-Romagna e Riviera di Rimini, le gare si sono svolte il 19 ed il 20 settembre 2020, una settimana dopo il Gran Premio di San Marino.
Il Gran Premio venne riconfermato per la seconda edizione, il 19 agosto 2021, dopo la cancellazione del Gran Premio della Malesia per problematiche legate alla pandemia di COVID. La denominazione ufficiale venne confermata l'11 settembre successivo.
Anche per la stagione 2024 il Misano World Circuit Marco Simoncelli dal 20 al 22 settembre ospiterà il GP dell'Emilia-Romagna, a seguito della cancellazione del Gran Premio del Kazakistan per problemi operativi e logistici legati alle precedenti inondazioni nella regione.

## Albo d'oro
| Anno | Circuito         | Moto3         | Moto2           | MotoGP           | MotoE              | Resoconto |
| ---- | ---------------- | ------------- | --------------- | ---------------- | ------------------ | --------- |
| 2020 | Misano Adriatico | Romano Fenati | Enea Bastianini | Maverick Viñales | Dominique Aegerter | Resoconto |
| 2020 | Misano Adriatico | Romano Fenati | Enea Bastianini | Maverick Viñales | Matteo Ferrari     | Resoconto |
| 2021 | Misano Adriatico | Dennis Foggia | Sam Lowes       | Marc Márquez     |                    | Resoconto |

| Anno | Circuito         | Moto3        | Moto2            | MotoGP            | MotoGP          | Resoconto |
| Anno | Circuito         | Moto3        | Moto2            | Sprint            | Gara            | Resoconto |
| ---- | ---------------- | ------------ | ---------------- | ----------------- | --------------- | --------- |
| 2024 | Misano Adriatico | David Alonso | Celestino Vietti | Francesco Bagnaia | Enea Bastianini | Resoconto |